# Campiglossa punctella
Campiglossa punctella este o specie de muște din genul Campiglossa, familia Tephritidae. A fost descrisă pentru prima dată de Fallen în anul 1814. Conform Catalogue of Life specia Campiglossa punctella nu are subspecii cunoscute.